# Jana Pechanová
Jana Pechanová (* 3. března 1981 Rakovník) je bývalá česká dálková plavkyně. Dne 20. srpna 2008 se na olympijských hrách v Pekingu zúčastnila závodu na deset kilometrů, ve kterém obsadila 8. místo. Jednalo se o první závod tohoto typu na olympijských hrách v historii. Během své kariéry získala také čtyři medaile na mistrovství Evropy a jednu medaili na mistrovství světa.
Na Letních olympijských hrách 2012 skončila v závodě na 10 kilometrů v londýnském Hyde Parku na 9. místě.
Působí jako učitelka tělesné výchovy na základní škole v Dobříši.